# Spinakr

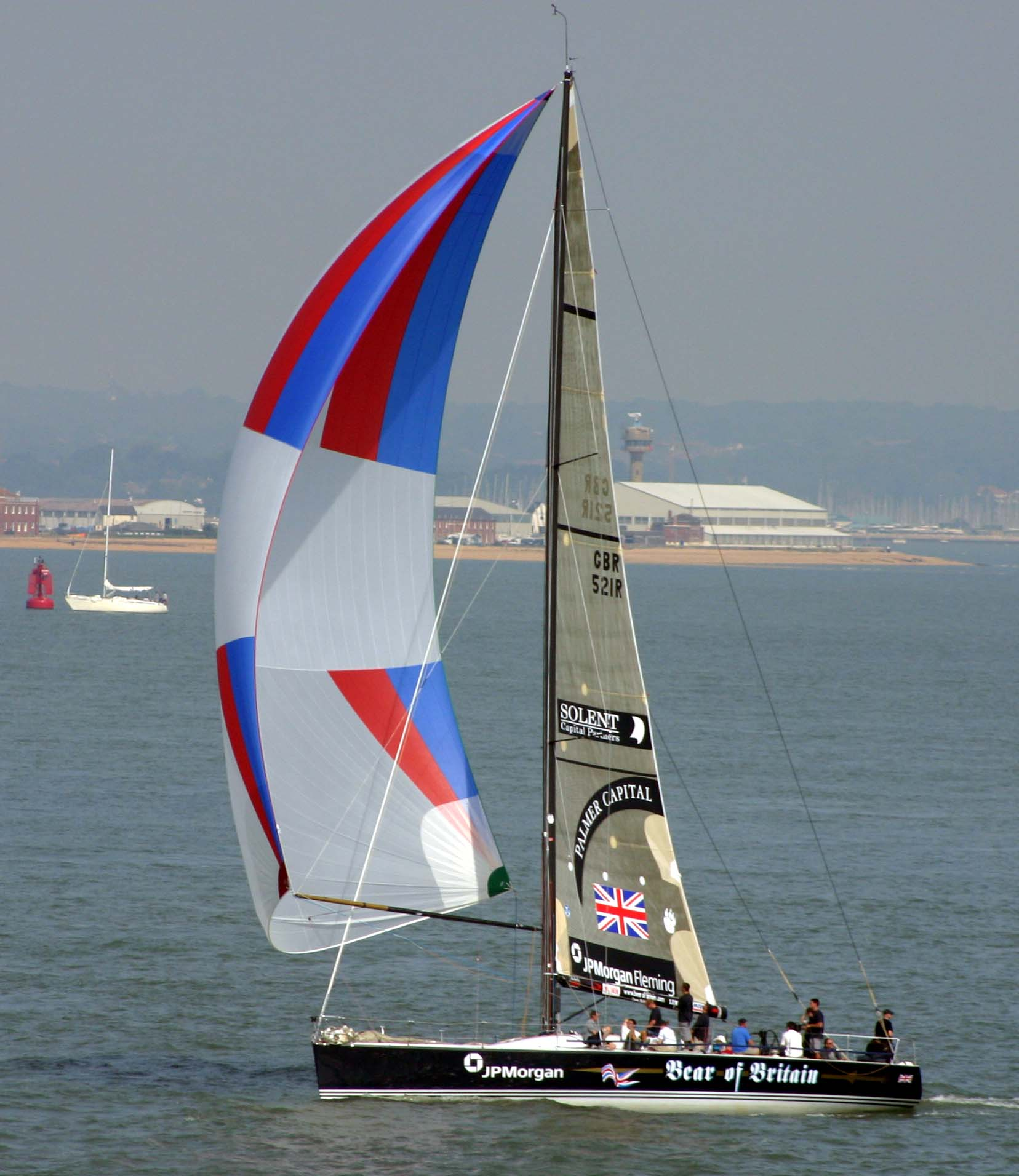
Symetrický spinakr

Spinakr (spinnaker) je lodní plachta, která se používá při plavbě po větru a při bočním větru.
Rozlišujeme spinakr symetrický a asymetrický.
Použitý materiál (nylon) i charakteristický tvar spinakru mohou připomínat padák.
Manipulace se spinakrem může být vzhledem k jeho velké ploše poněkud obtížná.
Typické je pestrobarevné provedení spinakrů.  